# 猫の運動メソッド
猫の運動メソッドとはレーザーポインターの光を猫に追いかけさせる手法にアメリカ特許商標庁(USPTO)が特許を与えたアメリカ合衆国特許第 5,443,036号（最初の出願日は11月2日1993年）のことである。「間抜け」で「一見したところばかげた」特許と呼ばれており、一部の論者からは特許制度改革を正当化するものだとして疑問視されてきた。
この特許は維持料が支払われなかったため2007年に失効している。